# Spominsko obeležje Modinci
Spominsko obeležje na Schlösslbergu stoji v trški občini Modinci v spomin na bitko pri Monoštru leta 1664 proti turški vojski.

## Spominska kapela na Schlösslbergu
Na Schlößlbergu nad Modinci je včasih stala  gospodarska pristava Samostana Monošter s kapelo Sv. Martina. Leta 1945 je bila leta 1897 zgrajena neogotska kapela delno uničena. Z nadomestitvijo te kapele je bilo v letih 1963 do 1964 za 300-letnico spomina na  Bitko pri Modincih oz. Monoštru postavljen spomenik (spominsko obeležje) po objavljenem natečaju, na katerem je bil izbran načrt arhitekta arhitekta Ottokarja Uhl-a. 
Spomenik je bil odprt z odkritjem spominskega kamna. Napis v nemščini, latinščini, francoščini in madžarščini sporoča naslednje: Vsem pogumnim junakom, ki so leta 1664 padli tukaj od sovražnikovih rok v boju za vero in domovino. Za njim dve kvadratni živi meji vodita navzgor po Schlösslbergu direktno do 15 m visokega betonskega križa, ki je viden od daleč. Ob križu je spominska kapela. Bakren oltar je delo kiparja Rudolfa Kedla, ki je bil postavljen leta 1974. Na oltarni steni je bil oltarni triptih (med 1934-1945) avtorja Herberta Boeckla, ki so ga iz klimatskih razlogov kasneje odstranili. Notranjost je bila v letih 1974 in 1979 bistveno spremenjena glede na prejšnjo zasnovo arhitekta Uhla.

## Anina kapela
Na zahodnem koncu kraja stoji kapela Sv. Ane, okrogla stavba s stožčasto streho, zgrajena leta 1670. Oltarna slika "Sv. Ana poučuje Marijo je iz leta 1664. Kapela je donacija vdove malteškega viteza, ki je padel v bitki pri Modincih, generala Trauttmannsdorffa.

## Beli križ
Na tako imenovanem turškem pokopališču na poti proti Dunaju stoji kamniti križ iz leta 1840 z napisom za padle iz leta 1664.

## Spletne povezave
- Simon Hadler: Die Schlacht bei St. Gotthard/Mogersdorf im Jahr 1664 – Geschichte und Gedächtnis. In: www.tuerkengedaechtnis.oeaw.ac.at